# Zoggler-Stausee
Der Zoggler-Stausee (auch Zoggler-See, italienisch Lago di Zoccolo) ist ein Stausee im Ultental in Südtirol. Er staut die Falschauer oberhalb von St. Walburg. Er ist der größte der im Ultental zur Gewinnung von Elektroenergie angelegten Stauseen. Gleichzeitig dient er dem Hochwasserschutz.

## Lage und Beschreibung

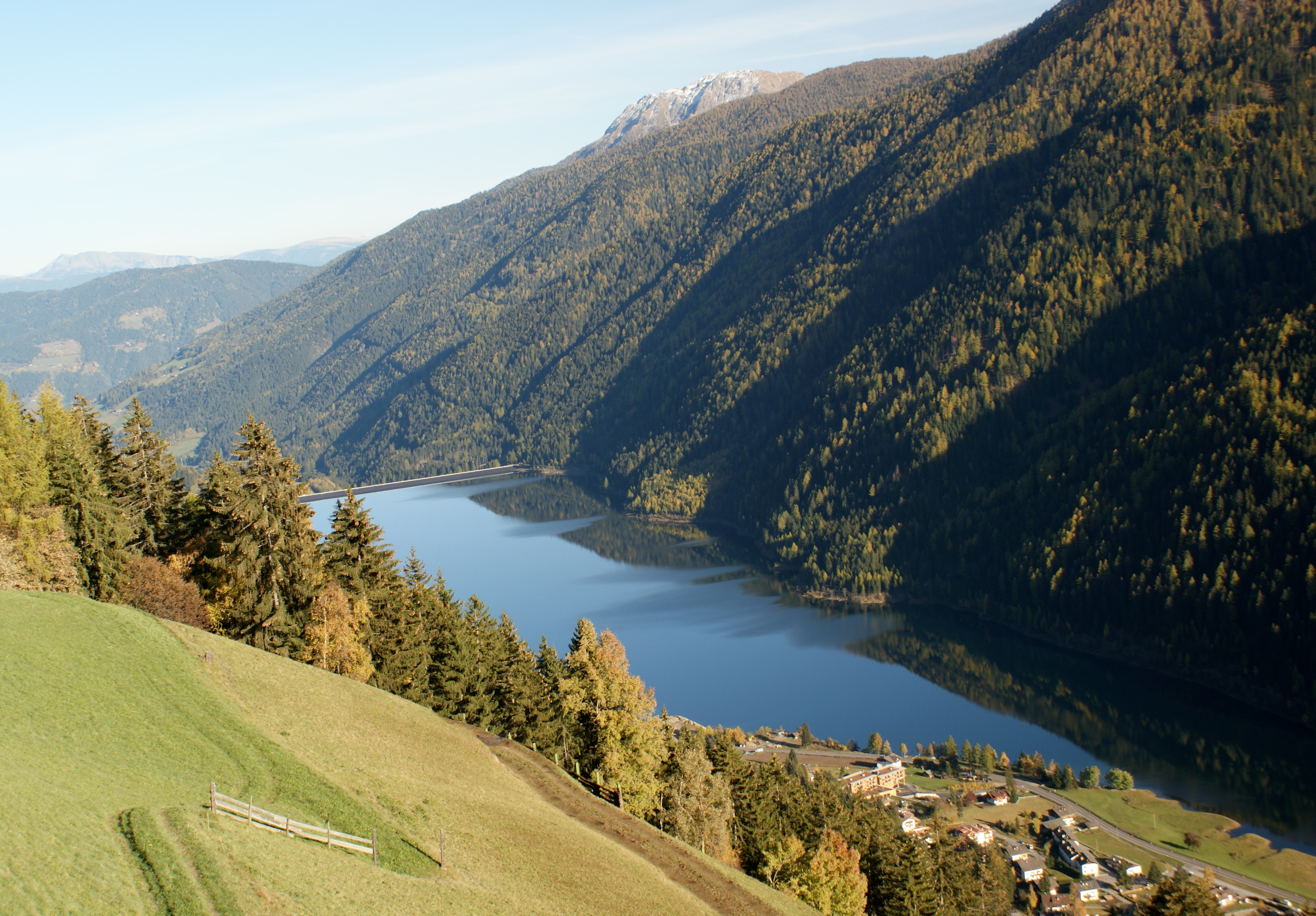
Der Zoggler-Stausee von Nordwesten

Der Staudamm des Sees liegt etwa 1,5 Kilometer talaufwärts vom Zentrum von St. Walburg. Der See erstreckt sich über eine Länge von etwa 3 Kilometern bis zur Ortschaft Kuppelwies. Seine maximale Breite beträgt 650 Meter. Unter seiner Wasserfläche von 143 Hektar besitzt er einen Speicherinhalt von 33.100.000 m³. Der normale Wasserspiegel (normales Stauziel) liegt bei 1141 Höhenmetern. Zur Hochwasserabwehr kann der Pegel noch 1,5 Meter höher ansteigen. Das Einzugsgebiet des Stausees beträgt 181 km².
Der Damm ist ein Erdschüttdamm mit Abdichtungsschichten aus bituminösem Mischgut. Seine Kronenlänge beträgt 516 Meter und seine Höhe 66,5 Meter. An der Basis besitzt er eine Breite von etwa 200 Metern und ein Gesamtvolumen von  1.365.000 m³. Die Talseite ist mit Rasen begrünt. Der Damm ist begehbar.

## Nutzung
Das zur Erzeugung von Elektroenergie genutzte Wasser des Sees wird durch einen Druckstollen zu einem Wasserschloss und von dort per Druckleitung zum  Kraftwerk St. Pankraz an der Rückseite des Pankrazer Stausees geleitet. Die gesamte Fallhöhe beträgt dabei 318 Meter. Die Wassermenge von bis zu 12 m³/s trifft auf eine Francis-Turbine mit einer installierten Leistung von 34 MW.
Am oberen Ende des Zoggler-Stausees steht das Kraftwerk St. Walburg, das mit dem Wasser aus dem Weißbrunnsee und dem Ablaufwasser aus dem Kraftwerk Kuppelwieser Alm betrieben wird. Das Ablaufwasser aus diesem Kraftwerk fließt in den Zoggler-Stausee.

## Geschichte
Der Bau des Dammes, der 1955 begonnen wurde, dauerte bis zur vollen Höhe neun Jahre, was eine enorme Belastung der Talbewohner durch Staub und Lärm bedeutete.  Durch den See gingen über zwei Dutzend Bauernhöfe und andere Anwesen auf einem der fruchtbarsten Teile des Tales verloren. Die Höfe konnten zum Teil auf eine bis zu sechshundertjährige Geschichte zurückblicken.
Wegen der großen Fallhöhe zum Kraftwerk konnte bereits vor Erreichen der Endhöhe des Dammes gestaut und das Kraftwerk betrieben werden. Es ging bereits 1957 in Betrieb. Der Damm wurde Schicht für Schicht aufgetragen, was am Anfang große ebene Flächen ergab. Darauf wurden sogar vorübergehend Fußballfelder angelegt.

## Zwischenfall

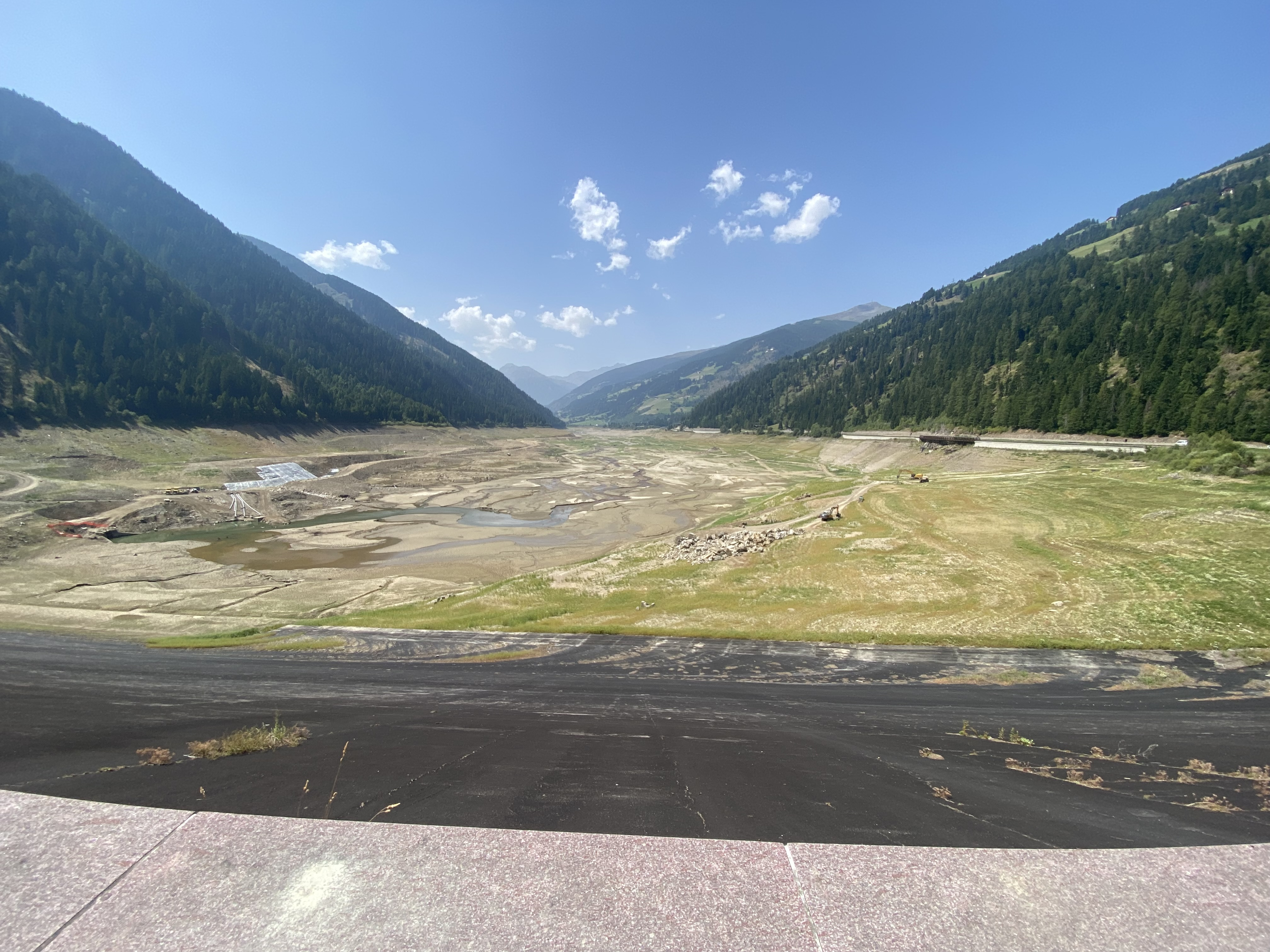
Der Zoggler-Stausee ohne Wasser

Am 13. Mai 2025 wurde ein unkontrollierter Wasseraustritt von bis zu 15 m³/sec durch ein unterhalb der Staumauer gelegenes Leck festgestellt. Die Ursache ist zunächst noch unklar und soll erforscht werden. Zu diesem Zweck wird der See geleert, um einen Inspektionsstollen trockenzulegen und zur beschädigten Stelle vordringen zu können. Zur Rettung des Fischbestands des Stausees wurden im oberen, bereits trocken liegenden Seebereich durch Dämme zwei Teiche mit einer Gesamtfläche von drei Hektar angelegt, die vom Kuppelwieser Bach gespeist werden. In diese werden die Fische bis zur Behebung des Schadens umgesetzt.